# Richard Ingersoll
Richard Ingersoll (San Francisco, 1949-Huebro, Almería, España; 27 de febrero de 2021) fue un arquitecto, historiador, editor y autor especialista en arquitectura renacentista italiana y profesor de arquitectura estadounidense.

## Biografía
Nacido en San Francisco, se doctoró en Historia de la arquitectura en la Universidad de California en Berkeley en 1976 bajo la supervisión de Spiro Kostof. Su interés por la arquitectura italiana le llevó a permanecer, trabajar y vivir más tiempo en aquel país. Fue profesor asociado de arquitectura, arte contemporáneo y urbanismo en la Universidad Rice en Houston (Texas) y profesor visitante en las universidades de Siracusa y Ferrara (Italia), Navarra (España) Politécnica de Zúrich (Suiza) o Beijing (China), entre otras. Residía en la Toscana. Fue editor durante cinco años de Design Book Review (1983-1988) y autor habitual de artículos en revistas especializadas como Arquitectura Viva, Il Giornale di Architettura o Places Journal. También fue autor de varias obras, entre las que se señalan Architecture and the World y A Cross-Cultural History of the Built Environment.
Falleció en la pequeña localidad española de Huebro, municipio de Níjar, en la provincia de Almería, en una vivienda que rehabilitó y donde residía desde que murió su compañera, Paola, en su residencia de Montevarchi, Italia.